# Эвбея (дочь Клеоптолема)
Эвбея (др.-греч. Εύβοια) — супруга селевкидского царя Антиоха III Великого, упоминаемая в связи с событиями войны с Римом (192—188 годы до н. э.) Данный неравный брак вызвал симпатию у греков по отношению к селевкидскому властителю. 

## Биография

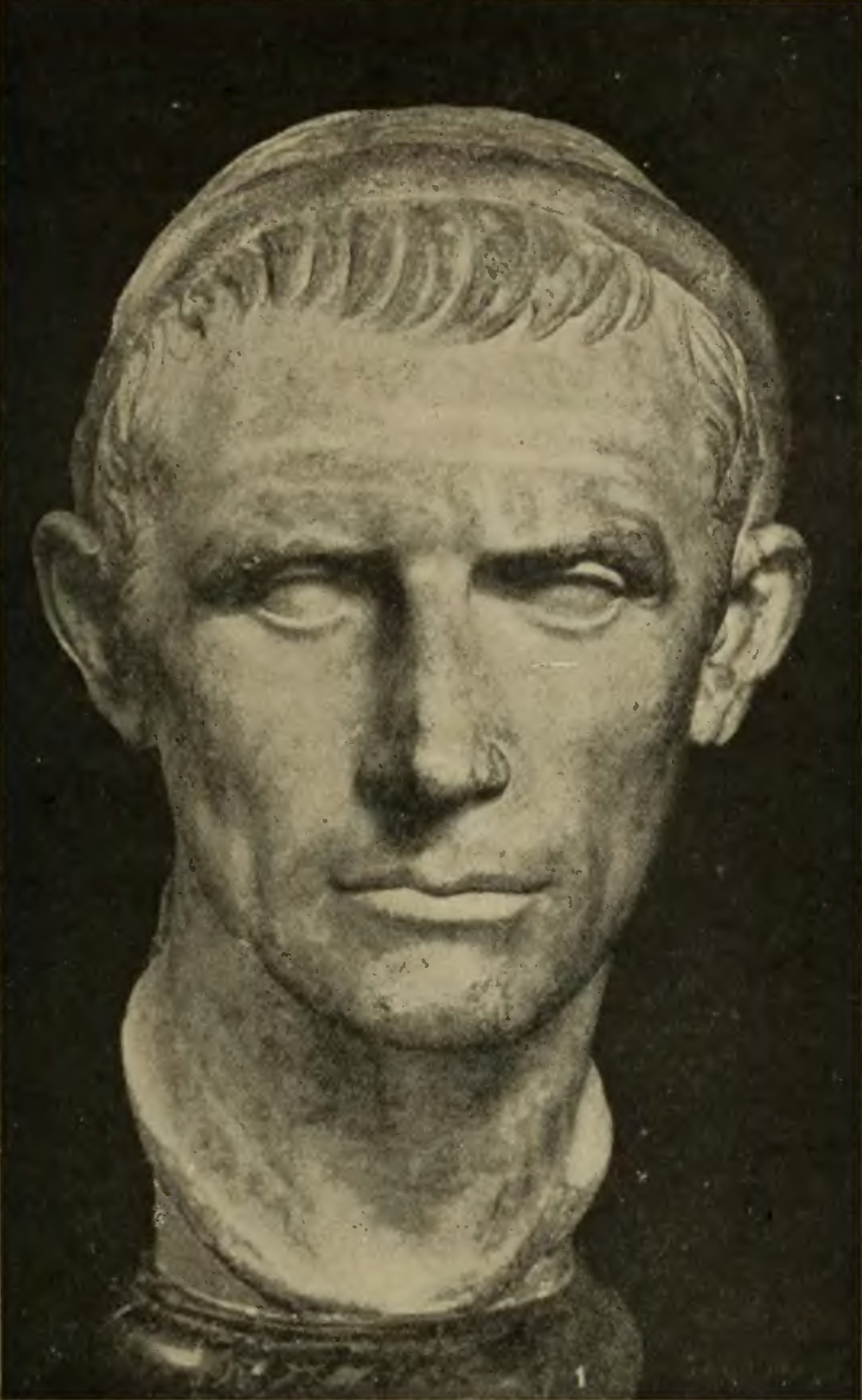
Бюст Антиоха III, мужа Эвбеи

Античные историки приводят разные сведения касательно отца девушки — халкидянина Клеоптолема. По данным греческого историка Полибия он был аристократом, а римлянин Тит Ливий считал его человеком незнатного происхождения. Историк Даниэль Огден считал версию Тита Ливия злонамеренной и невразумительной.
В начале войны с Римом (192—188 годы до н. э.) селевкидский царь Антиох III высадился на острове Эвбее. Как сообщают древние авторы, здесь он влюбился в юную красивую дочь Клеоптолема и женился на ней, назвав, согласно Полибию, Эвбеей, хотя сам Клеоптолем не хотел «связываться с человеком несоизмеримо высшего звания» и царю пришлось его долго уговаривать.
По замечанию Элиаса Бикермана, хотя современники и посмеивались над Антиохом III, но не упрекали его за заключение неравного брака — понятия мезальянса у Селевкидов не существовало. Однако Огюст Буше-Леклерк считал этот брак морганатическим. Украинский исследователь Андрей Зелинский указывал на исключительность этого случая и отметил удивление и возмущение древних авторов при его описании. Данный брак считается политически мотивированным, он должен был «укрепить духовную связь (царя) с Элладой». 
Французский историк Клод Ватен считал, что свадьба праздновалась одновременно в двух статусах, согласно положению супругов, в формальном гражданском и с царской помпой. Проявление гражданского статуса исследователь видел в факте уговаривания отца невесты. В этой ситуации Антиох III показывал уважение и почёт по отношению к правам и привилегиям свободных греков. Неизвестно была ли при этом Эвбея провозглашена царицей (др.-греч. basilissa), Даниэль Огден замечал, что гражданский характер заключения брака может быть доводом против коронации. Также неизвестно была ли ещё жива на момент заключения брака первая жена Антиоха III - царица Лаодика III. Историк Алекс Маколи  хотя и придерживался версии, что первая жена ещё была жива, не видел в этом проблемы для провозглашения Эвбеи царицей, указывая на ситуацию с женитьбами Антиоха II. 
Античные авторы описывали, что из-за свадебных хлопот Антиох III «совершенно забыл о делах», думая только о развлечениях, и изнеженность охватила также царских военачальников и простых воинов, что потом плохо сказалось на их боевых качествах. Джон Грейнджер охарактеризовав подобные слухи в качестве «одной из глупых историй, рассказываемых о врагах Рима». Даниэль Огден замечал, что описываемые Диодором Сицилийским собрания и праздники Антиоха III показаны как часть его свадебных празднований. 
После поражения Антиох вместе с молодой женой вернулся в Азию. В браке Антиоха III и Эвбеи родилась неизвестная по имени дочь. После поражения от римлян при Магнесии, Антиох III взял с собой Эвбею и дочь, отступая в Апамею. В 187 году до н. э. царь с супругой и дочерью посетили фестиваль в Вавилоне. Как отмечал Даниэль Огден, у Эвбеи, скорее-всего, не было сыновей, так как она не была вовлечена последующие династические распри Селевкидов.

### Первичные источники
- Аппиан. Римская история. — Москва: Наука, 1998. — 726 с. — ISBN 5-02-010146-X.
- Диодор Сицилийский. Историческая библиотека. Сайт «Симпосий». Дата обращения: 14 сентября 2023.
- Плутарх. Сравнительные жизнеописания. Тит (16). Филопомен (17)
- Полибий. Всеобщая история. — Москва: АСТ, 2004. — Т. 2. — 765 с. — (Историческая библиотека). — ISBN 5-17-024957-8.
- Тит Ливий. История от основания города. — Москва: Ладомир, 2002. — Т. 3. — 797 с. — ISBN 5-86218-171-7.

### Исследования
- Бикерман Э. Государство Селевкидов / Пер. с франц. Л. М. Глускиной. — Москва : Главная редакция восточной литературы издательства «Наука», 1985. — 264 с.
- Зелинский А. Л. Ещё раз к проблеме датировки брака будущего Деметрия II и Стратоники // Проблемы истории, филологии, культуры. — 2012. — № 3. — 53—63 с.
- Auguste Bouché-Leclercq. Histoire des Séleucides :  [фр.]. — Paris : Scientia Verlag, 1913. — 485 p.
- John D. Grainger. A Seleukid Prosopography and Gazetteer :  [англ.]. — Brill, 1997. — 818 p. — ISBN 9004107991.
- Daniel Ogden. Polygamy, Prostitutes and Death: The Hellenistic Dynasties :  [англ.]. — Duckworth with the Classical Press of Wales, 1999. — 317 p. — ISBN 9780715629307.
- Kosmin P.[англ.]. No Island is a Man: Antiochus III's Marriage to "Euboea" / Oetjen R. // New Perspectives in Seleucid History, Archaeology and Numismatics: Studies in Honor of Getzel M. Cohen. — Berlin/Boston : Walter de Gruyter, 2019. — P. 71—79. — ISBN 9783110283846.